# James Kempt
James Kempt, född 1765 i Edinburgh i Skottland, död 20 december 1854 i London, var en brittisk officer som tjänstgjorde i den brittiska armén i Nederländerna, Egypten, Italien och Brittiska Nordamerika. Han var med och stred under Spanska självständighetskriget och är berömd för att ha lett en brittisk brigad i Slaget vid Waterloo under Napoleonkrigen. Efter krigen blev Kempt kolonialtjänsteman. Han var guvernör över Nova Scotia från 1820 till 1828 och generalguvernör över Kanada från 1828 till 1830. Han utnämndes till general 1841.